# Monachometra
Monachometra is een geslacht van zeesterren uit de familie Charitometridae.

## Soorten
- Monachometra flexilis (Carpenter, 1888)
- Monachometra fragilis (A.H. Clark, 1912)
- Monachometra kermadecensis McKnight, 1977
- Monachometra patula (Carpenter, 1888)
- Monachometra robusta (Carpenter, 1888)